# Mljetski kanal
Mljetski kanal är ett sund mellan ön Mljet och fastlandet i Kroatien.   Den ligger i länet Dubrovnik-Neretvas län, i den sydöstra delen av landet, 400 km söder om huvudstaden Zagreb. Sundet är cirka 9 km brett.